# Карлсруе ШК
„Карлсруер“ ШК (на немски: Karlsruher Sport-Club Mühlburg-Phönix e. V., Карлсруер Шпорт-Клуб Мюлбург-Фьоникс, често за по-кратко в Германия Карлсруер Ес Це или Ка Ес Це, кратък вариант в българските спорти медии Карлсруе по името на града). Със своите около 4600 члена, спортният клуб е сред най-големите в град Карлсруе.
След сливането на Karlsruher FC Phönix и VfB Mühlburg през 1952 г. в новопоявилия се клуб като спорт доминира футболът: освен мъжкият отбор, който през сезон 2008/2009 игра в Бундеслигата, съществуват женски и юношески отбори от висока класа.
Карлсруе Ес Це има традиции и в леката атлетика (от 1922) и бокса (от 1959). Известни спортисти, състезавали се за клуба в съответните дисциплини, са Хайке Дрекслер и Свен Отке.

## Български футболисти
- Илиян Мицански: 2013-2015 (49 мача/9 гола)